# Sant Martí de Riudellots de la Creu
Sant Martí de Riudellots de la Creu és la vella església parroquial del poble de Riudellots de la Creu, de cases disseminades, agregat al municipi de Palol de Revardit. És dedicada a Sant Martí. És una obra de Palol de Revardit (Pla de l'Estany) protegida com a bé cultural d'interès local.

## Història
Aquesta antiga església parroquial pertanyé al bisbat i comtat de Girona. És esmentada per primer cop l'any 1058 quan la comtessa Ermessenda, esposa del comte de Barcelona Ramon Borrell, restituí les terres de la parròquia de «Sancti Martini de Rivoluti» al bisbe de Girona Berenguer. El topònim fa referència a les quantitats de sediments que arrossega el rierol anomenat «Rivo David» (Revardit) quan provoca riuades. El 1209 aquest lloc se'l coneixia amb el nom de «Rivolutorum de Cruce», forma que ha donat pas al nom actual. L'any 1362, l'església és esmentada en el «Llibre verd dels feus» del bisbat de Girona.

## Arquitectura
Construcció d'una sola nau de planta rectangular amb volta lleugerament apuntada, amb un cos adossat a la banda de llevant, la sagristia i una capella al cantó de ponent. L'absis semicircular que probablement existia en l'església romànica primitiva fou substituït per una capçalera plana en alguna reforma posterior. Al mur de migdia, l'aparell és irregular, amb pedra desbastada rectangular i no segueix les filades. En els altres murs, l'aparell és regular amb carreus de pedra sorrenca. Les capelles laterals s'obren a través d'arcs tardans. La nau és sobrealçada i la porta d'entrada, situada al nord, és formada per un arc de mig punt amb muntants i dovelles de pedra de girona. Sobre aquesta porta hi ha un senzill rosetó emmarcat amb pedra. A la part superior de la façana principal s'alça un campanar d'espadanya, amb dos ulls i un tercer sobre l'eix dels anterior, d'arc de mig punt. La coberta, volada, és de teula àrab. La datació de l'antiga construcció romànica s'hauria de situar entre el final del segle xii i la primeria del segle xiii. Posteriorment el temple ha sofert nombroses modificacions, que han deixat pràcticament oculta la fàbrica romànica. Es va fortificar, augmentant l'alçada dels seus murs i construint les dues trones o garites de vigilància situades a les cantonades nord-oest i sud-est. Les últimes modificacions correspondrien als segles XVII i XVIII.